# Brodce
Brodce est un bourg (městys) du district de Mladá Boleslav, dans la région de Bohême-Centrale, en République tchèque. Sa population s'élevait à 1 052 habitants en 2020.

## Géographie
Brodce se trouve sur la rive gauche de la Jizera, un affluent de l'Elbe, à 10 km au sud de Mladá Boleslav et à 42 km au nord-est de Prague.
La commune est limitée par la rivière Jizera et les communes de Strašnov au nord, par Dobrovice au nord-ouest, par Luštěnice à l'est, par Benátky nad Jizerou au sud, et par Horky nad Jizerou et Hrušov à l'ouest.

## Histoire
La première mention écrite de la localité remonte à 1346.

## Transports
Par la route, Brodce se trouve à 10,5 km de Mladá Boleslav et à 51 km de Prague. La commune est traversée du sud au nord par l'autoroute D10, dont la sortie no 33 se trouve sur son territoire.